# Batavia (Nowy Jork)
Batavia – miasto (ang. city) w hrabstwie Genesee w stanie Nowy Jork w Stanach Zjednoczonych. Populacja wynosi 16 256 mieszkańców (stan według spisu z 2000 r.). Nazwa Batavia pochodzi od łacińskiej nazwy regionu w Holandii.
Powierzchnia miasta wynosi 13,6 km², gęstość zaludnienia – 1209,3/km²
Miasto Batavia leży w centralnej części hrabstwa Genesee i zachodniej części gminy Batavia.
W pobliżu miasta przebiega autostrada międzystanowa nr 90 oraz znajduje się lotnisko hrabstwa Genesee (GVQ).
W Batavii swoją siedzibę ma drużyna baseballowa Batavia Muckdogs.